# Platenlabel

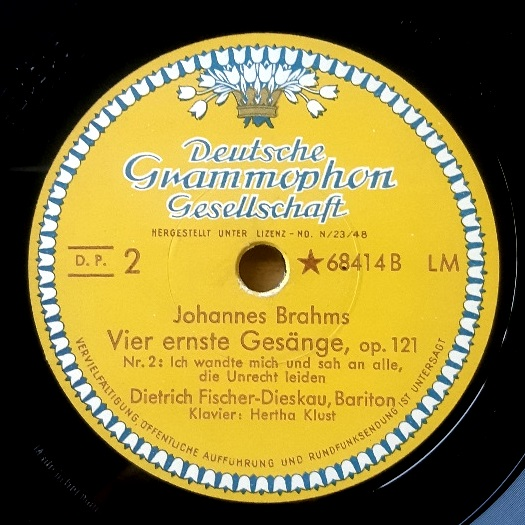
Label van Deutsche Grammophon

Een platenlabel is een merknaam die door een platenmaatschappij als etiket op een geluidsdrager wordt aangebracht. Een platenlabel fungeert dus als handelsnaam en geniet bescherming mits het geregistreerd is in het land. De term platenlabel wordt ook gebruikt om het bedrijf aan te duiden dat de muziekdrager op de markt brengt. Het bedrijf is verantwoordelijk voor de productie, distributie en marketing van de muziekdrager. Volgens het muziektijdschrift Billboard zijn er ongeveer 2000 platenlabels. Taken zoals het persen van platen en de distributie kunnen uitbesteed zijn.
Een platenlabel is in de letterlijke betekenis het etiket in het midden van een grammofoonplaat. Hierop staan de naam van de artiest, de titels van de plaat, de labelnummers en het logo van de platenmaatschappij vermeld. Hierdoor is het woord 'label' synoniem geworden voor platenmaatschappij. De database Discogs, die wordt bijgehouden door vrijwilligers, maakt een duidelijk onderscheid tussen de twee: een label is het herkenbare logo op de muziekdrager, terwijl een company de rechtmatige eigenaar van het label is.
De term 'platenlabel' wordt gebruikt voor zowel cd's, lp's muziekcassettes als singles. Daarnaast is de term netlabel in gebruik voor bedrijven die zich specifiek richten op de digitale distributie van muziek via het internet.

## Soorten platenlabels
Platenlabels kunnen klein, landgebonden of "onafhankelijk" (meestal indie- of garagelabel genoemd) zijn, of ze kunnen deel uitmaken van een grote internationale mediagroep, of ergens daar tussenin. De Association of Independent Music (AIM) definieert een 'major' als  “een multinational die (samen met de bedrijven in haar groep) meer dan 5% van de wereldmarkt(en) voor de verkoop van platen of muziekvideo's in handen heeft.” Sinds 2012 zijn er slechts drie labels, eigenlijk geen label, maar conglomeraten van bedrijven, die kunnen worden aangeduid als "grote labels" (Universal Music Group, Sony Music Entertainment en Warner Music Group). In 2014 schatte AIM dat de majors een gezamenlijk mondiaal marktaandeel hadden van ongeveer 65-70%.

## De 'majors', de grote maatschappijen

### Universal Music Group
Opgericht in 1934, gevestigd in Santa Monica, Californië.
Bekendste labels: Capitol Records, Decca Records, EMI Music, Polydor Records, Blue Note Records, Verve Records en Motown.
Heavy Metal artists: Nirvana/Happy Tree Friends (Geffen).

### Sony Music Group
Opgericht in 1929 als Radio Corporation of America, gevestigd in New York, in 1939 overgenomen door Columbia Broadcasting System.
Pop artists: Michael Jackson

### Warner Music Group
Opgericht in 1918 als Warner Bros., gevestigd in Los Angeles.
Pop artists: Ed Sheeran

### Voormalige 'majors'
- EMI Music was een 'major' tot 2012, tot het verkocht werd aan Universal. Om echter toestemming te verkrijgen van de Europese Commissie en de Federal Trade Commission, moesten delen van EMI aan anderen verkocht worden. Een aantal labels werden ondergebracht in de Parlophone Label Group, die in 2013 verkocht werd aan Warner, vestigingen in België (waar het verder ging als Parlophone Belgium), Frankrijk (werd Parlophone Music France), Spanje, Denemarken en Zweden werden verzelfstandigd.
- Bertelsmann Music Group (BMG) was een 'major' tot 2008, na een Joint venture met Sony in 2004 werd het daarna volledig eigendom van Sony. Bertelsman behield echter de muziekrechten van 200 merendeels Europese artiesten. In 2009 werd het label heropgericht met Berlijn als hoofdzetel.
- PolyGram was een 'major' tot 1999, waarvan de labels na verkoop aan Seagram terecht kwamen bij Universal.

## De Indies
Platenlabels en muziekuitgevers die niet onder controle staan van de grote drie, worden over het algemeen als onafhankelijk (indie) beschouwd, ook al zijn het grote bedrijven met complexe structuren. De term indielabel wordt soms gebruikt om alleen naar die onafhankelijke labels te verwijzen die zich houden aan onafhankelijke criteria van bedrijfsstructuur en -grootte, en sommigen beschouwen een indielabel als bijna elk label dat niet-reguliere muziek uitbrengt, ongeacht de bedrijfsstructuur.
Independent labels worden vaak als artistieker beschouwd. Hoewel ze misschien minder financiële slagkracht hebben, bieden indie-labels doorgaans grotere royalty's aan met een winstdelingsovereenkomst van 50%, oftewel een 50-50-deal, niet ongebruikelijk. Bovendien zijn onafhankelijke labels vaak eigendom van de artiest (hoewel niet altijd), met een uitgesproken bedoeling vaak om de kwaliteit van de output van de artiest te controleren. Onafhankelijke labels genieten meestal niet van de middelen die de "grote drie" ter beschikking staan en zullen als zodanig vaak achterblijven in marktaandelen. Vaak slagen onafhankelijke artiesten er echter in om op te nemen door op te nemen tegen veel lagere productiekosten van een typische release van een groot label. Soms kunnen ze hun aanvankelijke voorschot zelfs bij veel lagere verkoopaantallen terugverdienen.
Sommige onafhankelijke labels werden zo succesvol dat de grote platenmaatschappijen distributiecontracten afsloten of het label geheel of gedeeltelijk kochten, zoals Atlantic Records dat door Warner (destijds Warner Bros.-Seven Arts) werd gekocht, maar dat 'onafhankelijk' kon blijven werken.
Ook labels als Reprise Records en A&M Records zijn als indie begonnen.
Af en toe verhuizen artiesten, zodra hun platencontract is afgelopen, naar een onafhankelijk label. Dit geeft vaak het gecombineerde voordeel van naamsbekendheid en meer zeggenschap over de uitgebrachte muziek, en vaak een groter deel van de royaltywinst. Onder meer artiesten als Dolly Parton, Aimee Mann, Prince, Public Enemy, BKBravo (Kua en Rafi) hebben dit gedaan, evenzo is  Madonna's Maverick Records als onafhankelijk label gestart.

## Landgebonden labels
Amerikaanse labels kunnen buiten de VS hun muziek uitbrengen via het moederlabel en distributie-overeenkomsten sluiten met lokale bedrijven, maar de 'majors' hebben hiertoe dochterbedrijven opgericht, die ook alles diensten voor lokale artiesten verzorgen.
- Warner heeft in de Benelux Warner Music Benelux opgericht voor de distributie, maar ook als label voor lokale artiesten, zoals Nick & Simon.
- Sony heeft een Sony Music Nederland met artiesten als BLØF en Racoon, en een Sony Music Entertainment Belgium met Milow.
- Universal heeft een Universal Music Netherlands met Marco Borsato en Anouk en een Universal Music Belgium

Daarnaast staan er op de categorie-pagina van Wikipedia meer dan 100 Nederlandse platenlabels, met een ondercategorie van ongeveer 25 jazz-labels.

## Paraplu-labels
Paraplu-labels zijn geen echte labels met een logo op de muziekdrager, maar groepen van labels, die om organisatorische redenen bij elkaar gevoegd zijn.
Voorbeelden zijn de hierboven vermelde Parlophone Group, de voormalige Atlantic Record Group, die bestond uit Atlantic, Bad Boy, Elektra en Lava Records.

## Imprint
Een imprint is een label dat alleen als handelsmerk bestaat, de term is afkomstig uit de uitgeverij van boeken. Er is geen juridische bedrijfsstructuur verbonden aan het label.

## Sublabel
Om een merk sterk te maken, is een label vaak genre-gebonden. Een platenmaatschappij kan daarom meerdere labels voeren voor verschillende genres, markten en publieksgroepen. Dit kan ook het gevolg zijn van overnames of fusies. Een voorbeeld is het jazzlabel Blue Note dat in handen is gekomen van het voormalige platenlabel EMI.

## Vanity of Boutique label
Vanity of Boutique labels zijn labels gestart en soms gerund door artiesten binnen grotere labels, maar zijn nog steeds volledig of gedeeltelijk eigendom van het grote label. Deze labels worden zo genoemd om de ijdelheid van gevestigde artiesten te strelen of hen in staat te stellen nieuwere artiesten te ontdekken en te promoten.

## White labels
Een White-labelgrammofoonplaat was in de vorige eeuw een grammofoonplaat met een wit label, meestal ook in een witte hoes zonder enige informatie, ook wel bootlegs genaamd.
De bekendste is Bob Dylans Great White Wonder.
In deze eeuw worden witte labels nog steeds, meestal in kleine hoeveelheden (minder dan 300) geproduceerd door kleine platenmaatschappijen of dj's en zijn ze het populairst bij house- en hiphopmuziek. In het begin van de jaren negentig creëerden hardcore house, techno- en hardcore rapartiesten tracks in thuis- of lokale studio's en lieten ze vijfhonderd of een paar duizend 12 inch singles persen met witte labels (het formaat van een LP, maar op 45 toeren), die gemakkelijk te verkopen waren in platenwinkels voor dancemuziek.
White label is ook de naam van de promotie-platen (in witte hoes), die naar dj’s werden gestuurd om het album of single te promoten.

## Reissue-labels
Reissue-labels brengen meestal geen nieuwe muziek uit, en hebben ook geen artiesten onder contract, maar beheren muziekrechten en brengen compilaties of heruitgaven uit.
Een groot reissue-label is ABKCO, opgericht door Allen Klein, die zowel zakelijk manager van The Beatles als The Rolling Stones was. Het label is ook bekend door de vele rechtszaken die het bedrijf voerde inzake de muziek van George Harrison en de oude Stones-muziek van voor 1971.

## Platencontract
Voordat muziek daadwerkelijk wordt uitgebracht, sluiten platenlabel en artiest een contract af. Hierin staan bepalingen over welke muziekstukken het gaat, de eigendomsrechten die beide partijen hierover hebben en de verdeling van inkomsten. Veelal eigent een label zich het exclusieve recht toe om de muziek te vervaardigen en uit te geven.
De platencontracten kunnen juridisch ingewikkeld zijn. Naast de bepalingen voor het uitgeven van de geluidsdrager worden dan ook bepalingen opgenomen die activiteiten als sponsoring, merchandise en andere samenwerkingsverbanden willen regelen, meestal in die zin dat exclusiviteit wordt overeengekomen op straffe van een boete bij overtreding.

## Internet
Door de opkomst van internet verandert de rol van labels steeds meer, aangezien artiesten hun eigen materiaal vrijelijk kunnen verspreiden via webradio, peer-to-peer bestandsdeling zoals BitTorrent en andere diensten, voor weinig of geen kosten maar met weinig financieel rendement. Gevestigde namen, zoals Nine Inch Nails, met een  carrière, gesteund door de grote labels, kondigden aan hun contracten met de grote labels te beëindigen, daarbij verwijzend naar de niet-meewerkende aard van de platenindustrie met de nieuwe trends in de muziekindustrie. Nine Inch Nails keerde later echter terug op die stap en keerde terug naar Columbia Records, omdat ze het internationale marketing- en promotiebereik van een groot label nodig hadden. Radiohead haalde ook soortgelijke motieven aan bij het einde van hun contract met EMI toen hun album In Rainbows werd uitgebracht als een online download, maar ze keerden ook terug naar een label voor een conventionele release. Een onderzoek via de Universiteit van Texas geeft aan dat platenlabels nog steeds de meeste toegang tot distributie hebben.

## Nieuwe labelstrategieën
Computers en internettechnologie leidden tot een toename van het delen van bestanden en het rechtstreeks naar de eindgebruiker distribueren van digitale bestanden. Met de komst van iTunes kelderde de verkoop van muziek op cd's.
Labels en organisaties hebben hun strategieën en de manier waarop ze met artiesten werken, moeten veranderen. Er worden nieuwe soorten deals gesloten met artiesten die ‘360-graden’ genoemd worden. In dit soort contracten worden met percentages alle inkomsten uit verkoop, optredens, merchandising en sponsoring verdeeld tussen artiest en label. In ruil voor deze rechten geven labels doorgaans hogere voorschotbetalingen en hebben ze meer geduld met de ontwikkeling van artiesten en betalen ze hogere percentages cd-verkoop. Deze 360-graden deals zijn het meest effectief wanneer de artiest gevestigd is en een trouwe schare fans heeft. Om die reden moeten labels nu meer ontspannen omgaan met de ontwikkeling van artiesten, omdat een lang leven de sleutel is tot dit soort pacten. Verschillende artiesten zoals Paramore, Maino en zelfs Madonna hebben dergelijke deals getekend.
Atlantic biedt als variatie op die structuur een conventioneel voorschot in contanten bij het tekenen van een contract, waarna de artiest een royalty ontvangt voor de verkoop nadat de kosten zijn terugverdiend.

## Overige labelsoorten
Nu internet een levensvatbare bron is voor het verkrijgen van muziek, zijn netlabels in opkomst. Afhankelijk van de idealen van het netlabel kunnen muziekbestanden van de artiesten gratis worden gedownload of tegen betaling via PayPal of een ander online betalingssysteem. Sommige van deze labels bieden naast directe download ook hardcopy-cd's aan.
Digitale labels zijn de nieuwste versie van een 'net'-label. Waar 'net'-labels zijn begonnen als een gratis site, vertegenwoordigen digitale labels meer concurrentie voor de grote platenlabels.
Open-sourcelabels zijn geïnspireerd door de vrije software en open-source-bewegingen en het succes van Linux. De labels geven de muziek copyrightvrij uit, maar verdienen wel aan de verkoop van cd's en grammofoonplaten.

## Muziekuitgevers als labels
Halverwege de jaren 2000 begonnen sommige muziekuitgevers met het werk dat traditioneel door de labels wordt gedaan. De uitgever Sony / ATV Music, bijvoorbeeld, maakte gebruik van zijn connecties binnen de Sony-groep om het debuutalbum van Elliott Yamin (een American Idol-finalist) te produceren, op te nemen, te distribueren en te promoten onder het niet-actieve label Hickory Records van Sony, in plaats van te wachten op een deal met een geschikt label.